# لورا رافرتی
لورا رافرتی (انگلیسی: Laura Rafferty؛ زادهٔ ۲۹ آوریل ۱۹۹۶) بازیکن فوتبال اهل بریتانیا است.
از باشگاه‌هایی که در آن بازی کرده‌است می‌توان به باشگاه فوتبال زنان چلسی اشاره کرد.
وی همچنین در تیم‌های ملی فوتبال Northern Ireland women's national under-19 football team و Northern Ireland women's national football team بازی کرده‌است.